# Estimata everesti
Estimata everesti là một loài bướm đêm trong họ Noctuidae.